# Securidaca divaricata
Securidaca divaricata là một loài thực vật có hoa trong họ Polygalaceae. Loài này được Nees & Mart. miêu tả khoa học đầu tiên năm 1824.